# Валя-Чучулуй
Валя-Чучулуй (рум. Valea Ciuciului) — село у повіті Алба в Румунії. Входить до складу комуни Ношлак.
Село розташоване на відстані 273 км на північний захід від Бухареста, 48 км на північний схід від Алба-Юлії, 50 км на південний схід від Клуж-Напоки.

## Населення
За даними перепису населення 2002 року у селі проживали 16 осіб, з них 13 осіб (81,3%) румунів. Рідною мовою 13 осіб (81,3%) назвали румунську.